# Norbornano
Il norbornano, nome sistematico biciclo[2.2.1]eptano, è un idrocarburo saturo biciclico a gabbia avente formula molecolare C7H12. Il composto deve il suo nome al bornano, un monoterpene, il quale ha in più tre sostituenti metilici e rappresenta lo scheletro carbonioso della canfora (1,1,7-trimetil-2-bornanone). Ancora da canfora deriva un altro nome dell'idrocarburo, norcanfano, che a volte si trova menzionato in letteratura. Il prefisso nor-, che sottintende «normal-», si riferisce in ogni caso alla rimozione dei sostituenti metilici dal bornano/canfano.
La struttura dello scheletro carbonioso del norbornano è di interesse in chimica delle sostanze naturali, chimica biologica e chimica farmaceutica.

## Proprietà e struttura
Il norbornano è un bicicloalcano il cui scheletro molecolare corrisponde a quello dell'anello del cicloesano in conformazione a barca, con l'aggiunta di un ponte metilenico (−CH2−) che si congiunge alle posizioni assiali in 1 e 4. Dal norbornano deriva il catione 2-norbornile ([C7H11]+), che è di preminente interesse teorico-scientifico in quanto carbocatione non classico.
Il suo potenziale di ionizzazione è di 9,77 eV.
In condizioni normali il norbornano è un solido cristallino incolore (o polvere bianca), volatile, con un punto di fusione di 85–88 °C, e che come liquido bolle poco più in alto (106 °C); in acqua è praticamente insolubile, ma si scioglie, oltre che in altri idrocarburi, in acetone e in alcool.
Il norbornano è un composto termodinamicamente stabile, ΔHƒ° = -95,0 ± 1,1 kJ/mol, nonostante la sua struttura con angoli di legame non ottimali sia affetta da una certa tensione sterica: l'ammontare della conseguente destabilizzazione è stimata in 16,98 kcal/mol (71,0 kJ/mol). Pur essendo un idrocarburo, il norbornano presenta un momento dipolare, seppur piccolo: μ = 0,15 D.

### Parametri strutturali
Lo scheletro della molecola è una struttura a gabbia (3D) di simmetria C2v, costituita da due teste di ponte (C1, C4), entrambe collegate da due ponti biatomici (C2, C3) e (C5, C6), e un ponte monoatomico (C7). Da indagini combinate (diffrazione elettronica in fase gassosa, spettroscopia rotazionale nella regione delle microonde, spettroscopia infrarossa e Raman) sul norbornano sono stati ricavati i valori per le principali distanze di legame (r), ed angoli di legame (∠); sono riportati qui di seguito alcuni valori significativi che è stato possibile assegnare:
r(C1–C2) = 153,04 pm, r(C2–C3) = 157,3 pm,r(C1–C7) = 154,6 pm, rmedia(C–C) = 154,8 pm;
r(C1–H) = 109,4 pm, rmedia(C–H) = 111,3 pm;
∠C1–C2–C3 = 102,71°,  ∠C2–C1–C6 = 108,97°, ∠C1–C7–C4 = 93,41°;

angolo diedro tra i piani C1–C2–C3–C4 e C1–C6–C5–C4 = 113,1°.
Il legame C−H riportato ha lunghezza normale (109 pm); i legami C1–C2 e C1–C7 hanno lunghezze molto vicine al valore normale di 154 pm, mentre il legame C2–C3, dove le due coppie di idrogeni sono necessariamente eclissate, è sensibilmente più lungo. L'angolo C2–C1–C6 ha praticamente il valore atteso per l'ibridazione sp3 del carbonio (109,5°), tipica di un idrocarburo saturo; quello C1–C2–C3 è invece piuttosto stretto al confronto e soprattutto l'angolo sull'atomo di carbonio apicale (C7) è tanto più stretto rispetto ai 109,5°; tutto questo è alla base della tensione sterica riscontrata.

## Sintesi
Il norbornano venne preparato inizialmente per riduzione della norcanfora (2-norbornanone). Si può anche preparare tramite una reazione di Diels-Alder tra il ciclopentadiene e l'etilene a dare il norbornene, seguita da un'idrogenazione. Il composto può anche essere ottenuto per idrogenazione dei composti insaturi correlati norbornene e norbornadiene.
Il norbornano non è considerato pericoloso secondo le direttive 67/548/EEC o 1999/45/EC.